# Carlo Melograni

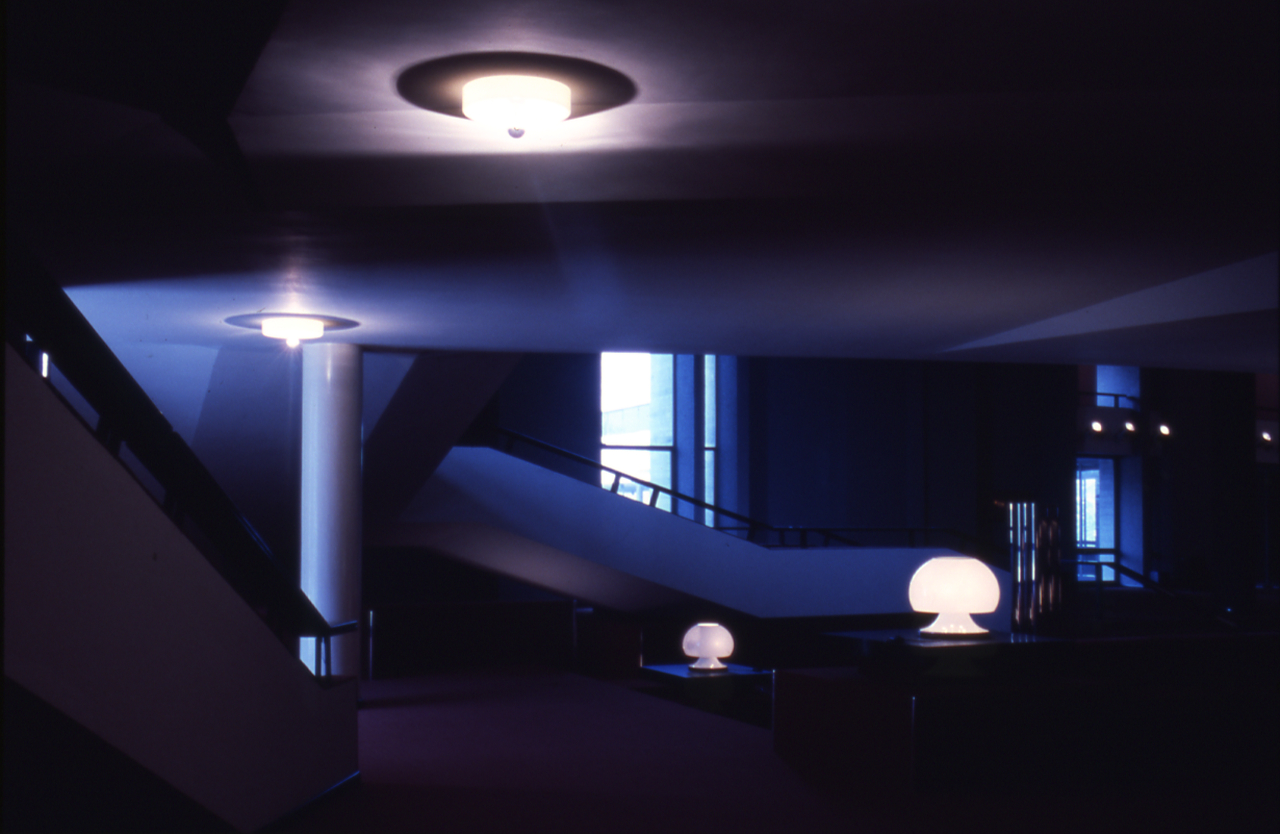
Palazzo degli Affari e della Borsa, Bologna. Interno. Foto di Paolo Monti, 1976.

Carlo Melograni (Roma, 11 gennaio 1924 – Roma, 1º novembre 2021) è stato un architetto italiano.

## Biografia
Carlo Melograni è nato a Roma, dove si è laureato in Architettura nel 1950. Nel 1945, arruolatosi volontario nel ricostituito esercito italiano come soldato semplice nel 21º Reggimento Fanteria del Gruppo di combattimento "Cremona" — impegnato nell'VIII Armata sul fronte dal Ravennate al Polesine e all'Adige —, è stato decorato sul campo con Croce di guerra al valor militare. Fu membro del Consiglio studentesco di Facoltà dal 1945 al 1949; rappresentante dei soci aderenti nel Consiglio direttivo dell'Istituto Nazionale di Urbanistica dal 1952 al 1956. Dal 1960 al 1966 è stato Consigliere comunale in Campidoglio nel Gruppo del PCI.
Nella sua attività progettuale si è quasi esclusivamente occupato di interventi pubblici per l'edilizia residenziale economica e per servizi collettivi, in particolare scolastici. Durante i primi dieci anni successivi alla laurea ha lavorato con diversi architetti, anche in gruppi formati di volta in volta per singoli progetti. Dal 1961 al 1971 è stato associato con Leonardo Benevolo e Tommaso Giura Longo, ai quali a metà degli anni Sessanta, si è aggiunta Maria Letizia Martines. Con lei e con Giura Longo ha proseguito a lavorare ancora per alcuni anni.
Nel 1981, insieme con i più giovani docenti con i quali collaborava nel corso universitario di cui era titolare a Roma (Marta Calzolaretti, Piero Ostilio Rossi, Ranieri Valli e Andrea Vidotto), ha costituito lo studio ”P+R/Progetti e Ricerche di architettura” al quale la rivista “Parametro” ha dedicato gran parte del numero di novembre-dicembre 1989. I componenti dello studio hanno fra l'altro redatto due numeri monografici della rivista “Edilizia popolare” sulle case con percorso pensile (luglio-agosto 1979) e le case basse ad alta densità (novembre-dicembre 1980), che sono stati ambedue ristampati.
Dalla metà degli anni novanta ha lavorato con gli ancora più giovani Giovanni Fumagalli, Franco Masotti e Giuseppe Serrao. Oltre al lavoro progettuale, con i primi due ha svolto ricerche per conto della Regione Toscana finalizzate allo studio di prototipi di centri per l'impiego, di centri di risorse educative e didattiche, di servizi per la prima infanzia e di “informa giovani”, per tre delle quali i risultati sono stati pubblicati in specifiche guide progettuali.
Abilitato nel 1959 alla libera docenza in Urbanistica, è stato Professore incaricato nella Facoltà di Architettura di Palermo dal 1969 al 1971 e poi a Roma, nella Facoltà di Architettura della Sapienza. Professore Ordinario di Progettazione architettonica alla Sapienza dal 1976, nel 1992 è divenuto Preside della Facoltà di Architettura del nuovo Ateneo di Roma Tre dove ha concluso la sua attività di docente nel 1997. Gli è stata assegnata la Medaglia d'oro dei benemeriti della scienza e della cultura e nel 2005 ha ricevuto da Carlo Azeglio Ciampi il Premio Presidente della Repubblica per l’Architettura.
Melograni morì nel 2021 all'età di 97 anni.

## Filosofia progettuale
Sensibile all'influsso di Giancarlo De Carlo e di Franco Albini e devoto alla grande personalità di Giuseppe Pagano, in onore del quale ha scritto una piccola opera monografica, Carlo Melograni innesta la sua ricerca architettonica sulla necessità di instaurare un colloquio efficace tra architettura e uomini, consapevole del fatto che il destinatario più autentico di un'opera architettonica non è l'architetto (fattore spesso trascurato dalle cosiddette «archistar» che, come ha osservato causticamente lo stesso Melograni, «non aspirano alla modernità ma all'ultima moda»), bensì la popolazione delle grandi metropoli urbane, in tutto il loro ampio spettro sociale.
Quella ricercata da Melograni, dunque, non è un'architettura camuffata in travestimenti esibizionistici ma in realtà avvilenti, bensì un lavoro progettuale sincero, austero, sviluppata partendo dalle aspirazioni e dalle speranze non della classe dirigente, bensì di un cliente povero, il quale - in virtù della sua fragilità socio-economica - è quello che più di tutti necessità di un'attenta pianificazione edilizia e urbanistica, non potendosi concedere il lusso di (soprav)vivere in una città sciatta, disordinata. Per sottolineare l'urgenza di porre le classi meno abbienti come destinatari primi dell'attività di un architetto Melograni evoca la figura del «viaggiatore in tram», memore di un ricordo di Edoardo Persico, che riconosce essere «personaggio singolare, probabilmente il più interessante nella cultura architettonica italiana nel periodo tra le due guerre; dotato di intelligenza critica capace con tempestività d'individuare opere e puntualizzare questioni nodali». Di seguito si riporta il testo del Persico, a sua volta memoria di un'intervista degli autori russi Ilya Ilf ed Evgenij Petrovič Petrov:
(Carlo Melograni)
Un progetto che possa dirsi autenticamente moderno, dunque, deve essere esplicitamente rivolto a quanti abbiano l'improrogabile necessità di ristabilire la propria condizione sociale, ponendo l'attenzione sui costi, da moderare senza per questo sacrificare la qualità del fabbricato, e sul disegno architettonico, che è possibile impostare sul solerte e stimolante assemblaggio di più elementi costruttivi ripetibili, in maniera analoga alle ventisei lettere dell'alfabeto che, in virtù del loro straordinario potere combinatorio, accostate riescono a restituire le parole di tutte le lingue del mondo:
(Carlo Melograni)
A questa sincera attenzione alle esigenze delle classi più deboli e a questo invito all'aggregazione edilizia Melograni nelle proprie opere (architettoniche così come letterarie) affianca un notevole interesse verso la temporalità, sottolineando che un buon architetto deve saper analizzare, comprendere e valutare le architetture e le espressioni artistiche del passato, senza per questo rinunciare ad interpretare il futuro, ipotizzando quelli che saranno i principi delle architetture venture, nel segno di un euritmico equilibrio tra ieri e domani, conservazione e innovazione, proprio in quanto «progetto significa anticipazione e, in quanto tale, implica in primo luogo un riferimento al futuro». Se da una parte infatti «l'avversione alla modernità porta spesso a offendere la tradizione», dall'altra «l'eredità del passato può dare un sostegno, ma può essere anche di peso, frenando, deviando, ostacolando o distorcendo trasformazioni che sono necessarie», per usare le parole dello stesso Melograni. Questa sinergia tra passato e futuro, osserva lo stesso architetto, si rivela assai insicura nelle opere dei grandi maestri italiani del Novecento, i quali «hanno saputo contemplare forse non cinque, ma uno o più millenni indietro, mentre si sono dimostrati molto meno capaci di prevedere cinquanta e neppure vent'anni avanti». Paradigmatiche, in tal senso, risultano essere la stazione di Firenze di Giovanni Michelucci, la quale pur denunciando la propria modernità non la tradisce nel rispettoso dialogo con l'antistante abside della Basilica di Santa Maria Novella, e la caprese villa Malaparte.

## Onorificenze
Il 6 marzo 2024, in occasione del centenario dalla nascita, gli viene dedicata una emissione filatelica da parte di Poste Italiane.

## Attività progettuale
Di seguito si riportano i maggiori risultati progettuali di Melograni:
Studi e progetti
- Residenze e servizi della Cooperativa Fornaciai a Bologna;
- Istituti universitari a Ferrara;
- Scuola media a Gibellina;
- Case popolari per un intervento di recupero nel quartiere romano del Testaccio;
- Sistemazione dell'area del Mausoleo di Lucilio Peto a Roma;
- Sistemazione degli archi neroniani dell'acquedotto Claudio;
- Interventi di recupero nel centro storico di Trento;
- Tipi edilizi per la città laziale di Sabaudia;
- Sistemazione dei resti di tombe etrusche presso la centrale di Montalto di Castro;
- Edificio residenziale a Montemazzano, presso Piombino;
- Istituto professionale di Stato per l'industria e l'artigianato a Piombino;
- Edificio per servizi sociali a Ravenna;
- Attrezzature per lo spettacolo a Empoli;
- Edificio Alte energie dell'Istituto Nazionale di Fisica Nucleare a Frascati;
- Centri per l'impiego a Siena e a Montepulciano;
- Parco archeologico e naturalistico del Porto di Traiano a Fiumicino.

Concorsi
- Quartiere per dipendenti della Saint Gobain a Pisa;
- Nucleo di case popolari fuori Porta Castiglione, a Bologna;
- Progetti tipici di abitazioni economiche;
- Sistemazioni di due aree nel centro di Salerno;
- Ospedale a Mirano;
- Restauro urbanistico e ambientale dei Sassi di Matera;
- Liceo scientifico e istituto tecnico industriale a Pontedera;
- Case parcheggio a Foggia;
- Riutilizzazione dell'area dismessa 'Lanerossi' a Schio;
- Sistemazione della piazza dei Mulini a Positano;
- Parco urbano del Porto Navale e della Manifattura Tabacchi a Bologna;
- Edilizia pubblica in applicazione della normativa regionale dell'Emilia Romagna;
- Piano per l'area Garibaldi-Repubblica a Milano;
- Centro scolastico di Piedicastello a Trento;
- Insediamento a San Donato Milanese;
- Parco di Teodorico a Ravenna;
- Trasformazione in casa dello studente delle ex-Conterie a Murano;
- Riqualificazione urbanistica del centro storico di Ferrara.